# Borja Comenge
Borja Comenge Monclús, (nacido el 16 de octubre de 1978 en Huesca, Aragón) es un entrenador de baloncesto español que actualmente ha dirigido al Club Bàsquet Tarragona de la Liga LEB Plata. 

## Trayectoria deportiva
Después de 9 temporadas siendo entrenador asistente y tres entrenando al filial del FC Barcelona, en el año 2013 toma las riendas del Bàsquet Manresa por tres años. El 7 de abril de 2014 es cesado del puesto por los malos resultados de su equipo siendo sustituido por Pere Romero.
En julio de 2016, se convierte en entrenador del Força Lleida Club Esportiu de la Liga LEB Oro, al que dirige durante dos temporadas.
Desde 2018 a 2021, ejerció como entrenador asistente de Jaume Ponsarnau en el Valencia Basket, con el que conquistó la Europe Cup.
En la temporada 2023-24, dirigió al equipo junior del Força Lleida Club Esportiu.
El 2 de junio de 2024 firmó por el Club Bàsquet Tarragona de la Liga LEB Plata, siendo cesado de su cargo el 27 de diciembre de 2024.

## Trayectoria
- Lleida Bàsquet (2001-2006), asistente
- Club Bàsquet Girona (2006-2008), asistente
- CB Sant Josep Girona (2008-2010)
- F. C. Barcelona Regal B  (2010-2013)
- Bàsquet Manresa (2013-2014)
- Força Lleida Club Esportiu (2016-2018)
- Valencia Basket (2018-2021), asistente
- Força Lleida Club Esportiu Junior (2023-2024)
- Club Bàsquet Tarragona (2024)